# Mick Makker
Mick Makker (Blaricum, 5 de fevereiro de 1993) é um remador neerlandês.

## Carreira
Makker começou a remar no ASR Nereus em 2013 e com sua associação venceu duas vezes em Henley e venceu o Varsity Old Four quatro vezes. Em 2022, Makker surpreendentemente conquistou a medalha de prata com o Holland Acht no Campeonato Mundial em Račice. Em 2023, Makker fez parte dos oito que conquistaram o bronze no Campeonato Europeu de Bled.
Nos Jogos Olímpicos de Verão de 2024, em Paris, conquistou a medalha de prata na competição do oito com masculino ao lado de Ralf Rienks, Olav Molenaar, Sander de Graaf, Ruben Knab, Gert-Jan van Doorn, Jacob van de Kerkhof, Jan van der Bij e Dieuwke Fetter, com o tempo de 5:23.92.